# Hardangerjøkulen
Der Hardangerjøkul ist ein Plateaugletscher im südwestlichen Norwegen und ist der sechstgrößte Gletscher des Landes.
Sein Name leitet sich ab von seiner Lage in der Region Hardanger und dem norwegischen Wort jøkel für Gletscher. In Karten und Literatur liest man oft auch Hardangerjøkulen, welches die bestimmte norwegische Form ist und der Hardangerjøkul bedeutet.

## Lage

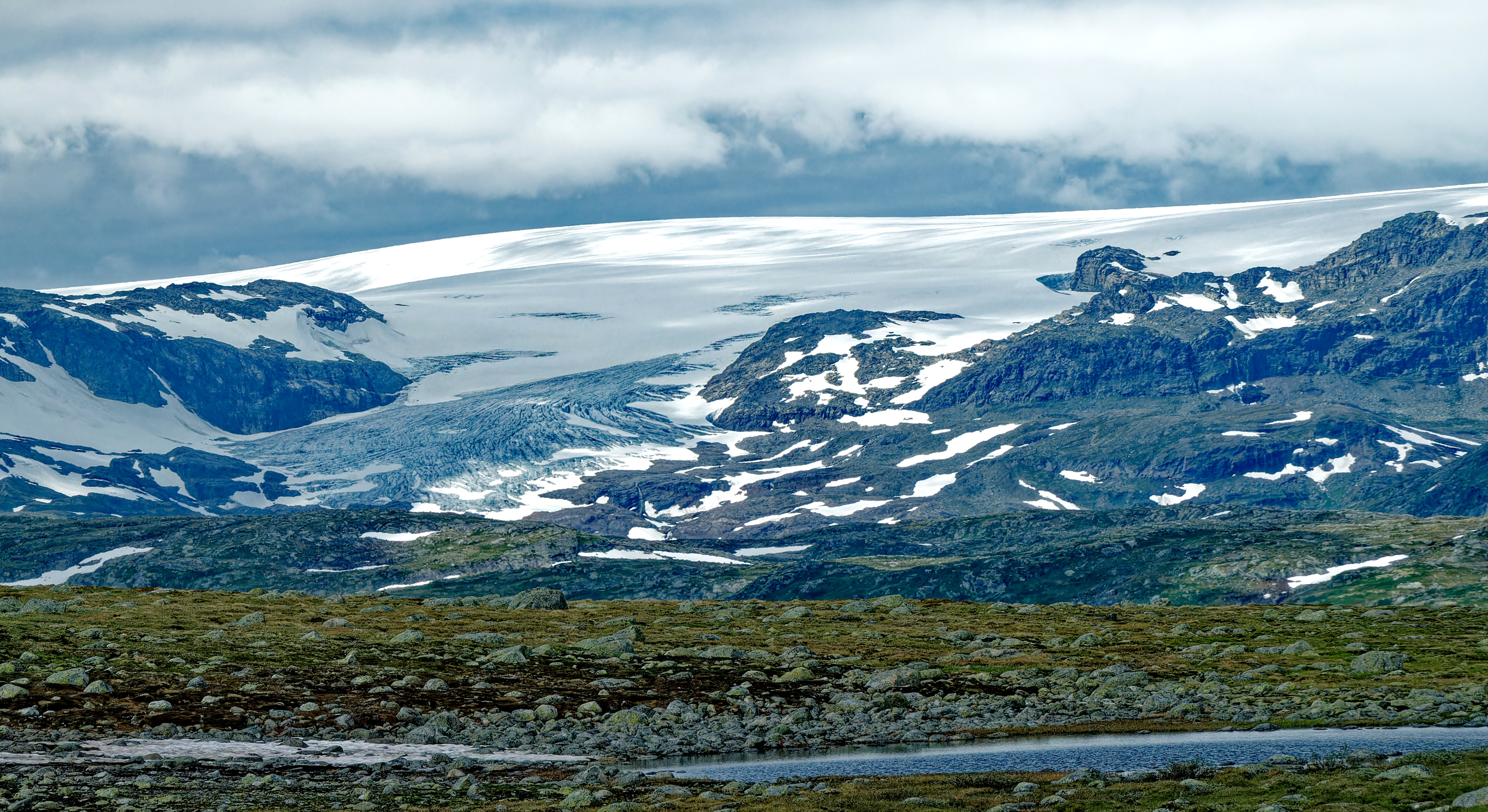
Der Hardangerjokulen von der Vidda aus gesehen.

Der Gletscher liegt südlich von Finse an der Bergenbahn am nordwestlichen Ende der Hardangervidda auf dem Gebiet der Gemeinden Eidfjord und Ulvik in der Provinz Vestland. Seine Ausdehnung beträgt 73 km² und seine höchste Erhebung liegt bei, die Quellen scheiden sich hier, 1863 moh. oder 1876 moh. Er ist damit der fünft- oder sechstgrößte Gletscher in Norwegen.
Ausläufer des Hardangerjøkuls sind Middalen, Blåisen, Torsteinsfonna, austra (östliche) und vestra (westliche) Leirbotnskåka und Rembesdalskåka. Letztere reicht bis unter 1100 moh. hinab. Diese Gletscherzungen haben sich wie bei nahezu allen norwegischen Gletschern seit 1939 stark zurückgezogen.

## Tourismus
Über die nahegelegene Bahnstation Finse ist der Hardangerjøkul von den beiden größten Städten Norwegens, Oslo und Bergen, sehr einfach zu erreichen. Von hier aus führen vom DNT unterhaltene Wanderwege westlich und östlich um den Gletscher herum und weiter nach Süden in die Hardangervidda hinein. Außerdem führen Wanderwege in nördliche Richtungen nach Skarvheimen.
Von Finse aus werden geführte Gletscherwanderungen und Eiskletterkurse angeboten. Im Winter führt eine markierte Skiroute über den Gletscher. Am Westrand des Gletschers liegt auf 1304 m die nur per Ski erreichbare unbewirtschaftete DNT-Hütte Demmevasshytta.

## Geschichte
Der Gletscher entstand vor zirka 2000–3000 Jahren und ist damit kein Überbleibsel der Gletscher, die die Hardangervidda formten. Auf und um den Gletscher herrschen Bedingungen, welche vergleichbar mit denen in der Arktis und Antarktis sind. Aus diesem Grund haben Roald Amundsen und sein Rivale Robert Falcon Scott ihre Polarexpeditionen hier vorbereitet.
Während des Zweiten Weltkrieges wurde im Winter 1940/41 durch die deutsche Besatzung mit großem Aufwand versucht, einen Flugplatz auf dem Hardangerjøkul einzurichten. Dies sollte die Idee erproben, über Island und Grönland auf dem Luftweg die USA anzugreifen. Diese Versuche wurden erfolglos eingestellt, da ab 1941 die USA bereits auf Grönland Stützpunkte errichteten.
Der Gletscher diente als Drehort für den Film Das Imperium schlägt zurück aus dem Jahr 1980 für Szenen auf dem Eisplaneten Hoth, einschließlich einer denkwürdigen Schlacht im Schnee.